# Episodi di Squadra Med - Il coraggio delle donne (sesta stagione)
La sesta e ultima stagione della serie televisiva Squadra Med - Il coraggio delle donne, composta da 22 episodi, è stata trasmessa negli Stati Uniti sul canale Lifetime dal 12 giugno 2005 al 5 febbraio 2006.
| nº | Titolo originale                | Titolo italiano                 | Prima TV USA      | Prima TV Italia |
| -- | ------------------------------- | ------------------------------- | ----------------- | --------------- |
| 1  | New Blood                       | Sangue nuovo                    | 12 giugno 2005    |                 |
| 2  | Feeling no Pain                 | Nessun dolore                   | 19 giugno 2005    |                 |
| 3  | Clinical Risk                   | Rischi clinici                  | 26 giugno 2005    |                 |
| 4  | Differentials                   | Differenze                      | 10 luglio 2005    |                 |
| 5  | Dying Inside                    | Morire dentro                   | 17 luglio 2005    |                 |
| 6  | The Y Factor                    | Caso raro                       | 24 luglio 2005    |                 |
| 7  | Paternity Test                  | Test di paternità               | 7 agosto 2005     |                 |
| 8  | Infectious Love                 | Amore contagioso                | 14 agosto 2005    |                 |
| 9  | GSR/Gunshot Wedding             | Sparatoria in tribunale         | 21 agosto 2005    |                 |
| 10 | Family Practice                 | Prove di famiglia               | 28 agosto 2005    |                 |
| 11 | Broken Hearts                   | Cuori spezzati                  | 11 settembre 2005 |                 |
| 12 | It Takes a Clinic               | Lavoro di squadra               | 18 settembre 2005 |                 |
| 13 | Agony and Ecstasy               | Anomalie genetiche              | 25 settembre 2005 |                 |
| 14 | Chief Complaints                | La competizione                 | 2 ottobre 2005    |                 |
| 15 | Promising Treatment             | Trattamenti promettenti         | 9 ottobre 2005    |                 |
| 16 | Rhythm of the Heart             | Il ritmo del cuore              | 2 ottobre 2005    |                 |
| 17 | We Wish You a Merry Chryst Meth | Buon Natale                     | 11 dicembre 2005  |                 |
| 18 | My sister, My Doctor, Myself    | Mia sorella, il mio medico e me | 8 gennaio 2006    |                 |
| 19 | Unorthodox Treatment            | Il coraggio di decidere         | 15 gennaio 2006   |                 |
| 20 | Baby Boom!                      | Il neonato                      | 22 gennaio 2006   |                 |
| 21 | Dr. Thornton Hears a Who        | Sorpresa                        | 29 gennaio 2006   |                 |
| 22 | Special Delivery                | Un parto speciale               | 5 febbraio 2006   |                 |